# Peniocereus
Peniocereus es un género de cactus perteneciente a la familia Cactaceae. Contiene 8 especies aceptadas y se encuentran en el sudoeste de los Estados Unidos y México. 

## Descripción
Peniocereus son plantas delgadas que se distribuyen por el suroeste de Estados Unidos y México. En la naturaleza, las plantas pasan prácticamente desapercibidas ya que crecen entre los arbustos y parecen ser simplemente ramas muertas. Varias de las especies cuentan con grandes tubérculos subterráneos. Las flores, por el contrario, son tan vistosas y prominente como los tallos son anodino y oscuros. Son blancas y nocturnas en la mayoría de las especies, rara vez de color rojo, las flores cuentan con tubos florales largos y delgados, con areolas prominentes y espinas o cerdas - a menudo fragantes. Las frutas son típicamente grandes y jugosas con semillas de color negro en la pulpa blanca o roja.  

## Taxonomía
El género fue descrito por (A.Berger) Britton & Rose y publicado en Contributions from the United States National Herbarium 12(10): 428. 1909. La especie tipo es: Peniocereus greggii (Engelm.) Britton & Rose
Etimología
Peniocereus: nombre genérico que deriva de las palabras del latín: penio  que significa "cola" y cereus, el género de cactus del que partió.

## Especies
Actualmente, el género Peniocereus consta de 8 especies aceptadas según la Plants of the World online (POWO):
- Peniocereus greggii (Engelm.) Britton & Rose
- Peniocereus johnstonii Britton & Rose
- Peniocereus lazaro-cardenasii (J.L.Contr. et al.) D.R.Hunt
- Peniocereus marianus (Gentry) Sanchez-Mej.
- Peniocereus papillosus (Britton & Rose) U.Guzmán
- Peniocereus striatus (Brandegee) Buxb.
- Peniocereus viperinus (F.A.C.Weber) Buxb.
- Peniocereus zopilotensis (J.Meyrán) Buxb.

## Sinonimia
- Cullmannia Distefano
- Neoevansia W.T.Marshall
- Nyctocereus (A.Berger) Britton & Rose